# Oyonnax Rugby
Oyonnax Rugby (bis 2018 Union sportive Oyonnax rugby oder kurz US Oyonnax) ist ein Rugby-Union-Verein aus der französischen Stadt Oyonnax im Département Ain. Sie ist in der zweithöchsten Liga Pro D2 vertreten und trägt ihre Heimspiele im Stade Charles-Mathon aus.

## Geschichte
Die Gründung des Vereins erfolgte im Jahr 1909 unter der Bezeichnung Club Sportif Oyonnaxien. Von 1921 bis 1931 spielte er in der obersten Liga. Im Jahr 1940 zwang das Vichy-Regime sämtliche Sportvereine in Städten mit weniger als 50.000 Einwohnern dazu, sich zusammenzuschließen; so entstand die Union Sportive Oyonnaxienne.
Der Verein spielte bis 1967 in regionalen Ligen und stieg dann in die damals noch aus 64 Mannschaften bestehende und in vier Gruppen unterteilte erste Liga auf. Wenige Jahre später stieg Oyonnax wieder ab. Mit dem ersten Platz in der Liga Fédérale 1 errang Oyonnax den Titel des französischen Amateurmeisters. 2003 gelang der Aufstieg in die zweite Profiliga Pro D2. Im Juli 2006 wurde die Rugby-Mannschaft aus dem übrigen Verein ausgegliedert und in Form einer Aktiengesellschaft neu organisiert. In der Saison 2012/13 dominierte die Mannschaft die Pro D2 und schaffte den erstmaligen Aufstieg in die oberste Spielklasse Top 14.

## Erfolge
- Meister Pro D2: 2013, 2017, 2023
- Amateurmeister Fédérale 1: 2001
- 2. Platz Fédérale 1: 2003

## Bekannte Spieler
- Nicolas Brignoni (Uruguay)
- Ephraim Taukafa (Tonga)